# Добычина, Галина Александровна
Галина Александровна Добычина (20 апреля 1965) — российская футболистка, полузащитница, тренер. Заслуженный тренер России.

## Биография
В юности занималась многоборьем, выполнила норматив мастера спорта СССР. Позднее перешла в футбол.
В 1990-е годы выступала за клуб «Калужанка». Победительница первой лиги России 1992 года, с 1993 года со своим клубом играла в высшей лиге. Бронзовый призёр чемпионата России 1994 года. В 1993 году включена в список 33-х лучших футболисток России под № 2. Была одним из лучших бомбардиров команды — в 1992 году забила 15 голов (второе место в клубе), в 1993 году — 10 голов (лучший бомбардир), в 1994 году — 4 гола (второе место).
В 1992—1993 годах вызывалась в сборную России, провела не менее 9 матчей.
В 2001 году в составе сборной России по футзалу стала чемпионкой Европы и была признана лучшей защитницей турнира.
Позднее играла за новый калужский клуб «Анненки», в его составе — победительница первого дивизиона России 2001 и 2002 годов, лучший бомбардир первого дивизиона 2001 года (16 голов). В 2003 году была играющим главным тренером клуба в высшей лиге, выходила на поле в 13 матчах. Команда выступила неудачно, набрав 4 очка в 14 играх и заняв последнее место.
С начала 2000-х годов работает тренером в калужской ДЮСШ № 5, возглавляла мини-футбольную команду «Ника-СШ-5». Также до середины 2010-х годов выступала в чемпионатах и первенствах России по футзалу, мини-футболу («Орёл-ГАУ-Атлант», 2014, и др.), футболу («Госуниверситет-ШВСМ» Орёл, 2011), принимает участие в ветеранских соревнованиях.